# ポータレッジ
ポータレッジ（英：portaledge）は、ロッククライマーが崖で一昼夜以上の長期間を過ごすために開発された、携帯用の崖に吊るす簡易テントのこと。特にビッグウォール・クライミングに必要とされる。

## 概要
1960年代に、ヨセミテ国立公園の登山家がハンモックを改良したコット（簡易キャンプベッド）を使用し始め、1972年に初の折りたたみ式ポータレッジが作られた。1980年代から市販されている。テントの土台とは別に悪天候用にストームフライと呼ばれるテントカバーで覆うことも出来る。
1m × 2mぐらいのサイズのアルミニウムの骨格にナイロン製の布が張られたものが一般的で、3～8万円ぐらいの製品が多い。一箇所のアンカーから4本か6本のサスペンションで支えられる構造になっている。1980年代にJohn Middendorfが始めたA5 Adventuresによる製品が有名で、1998年にザ・ノース・フェイスの傘下になった後、現在は「ブラックダイヤモンド」というブランド名で販売されている。